# Consolida ajacis
Consolida ajacis es una especie de la familia de las ranunculaceas.

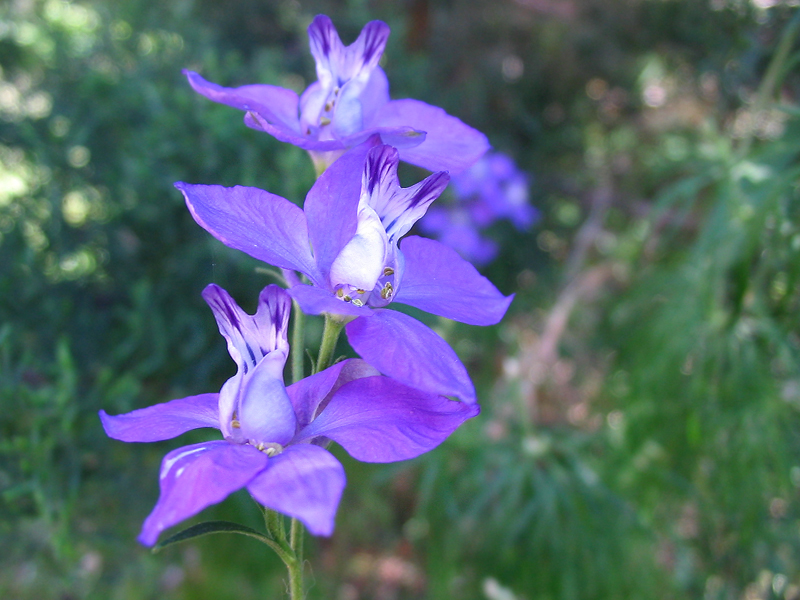
Detalle de la flor

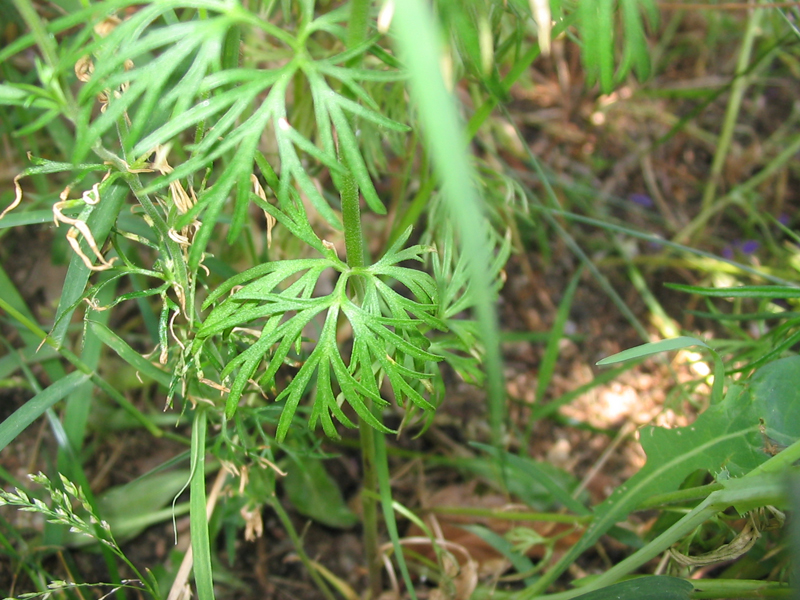
Detalle de las hojas

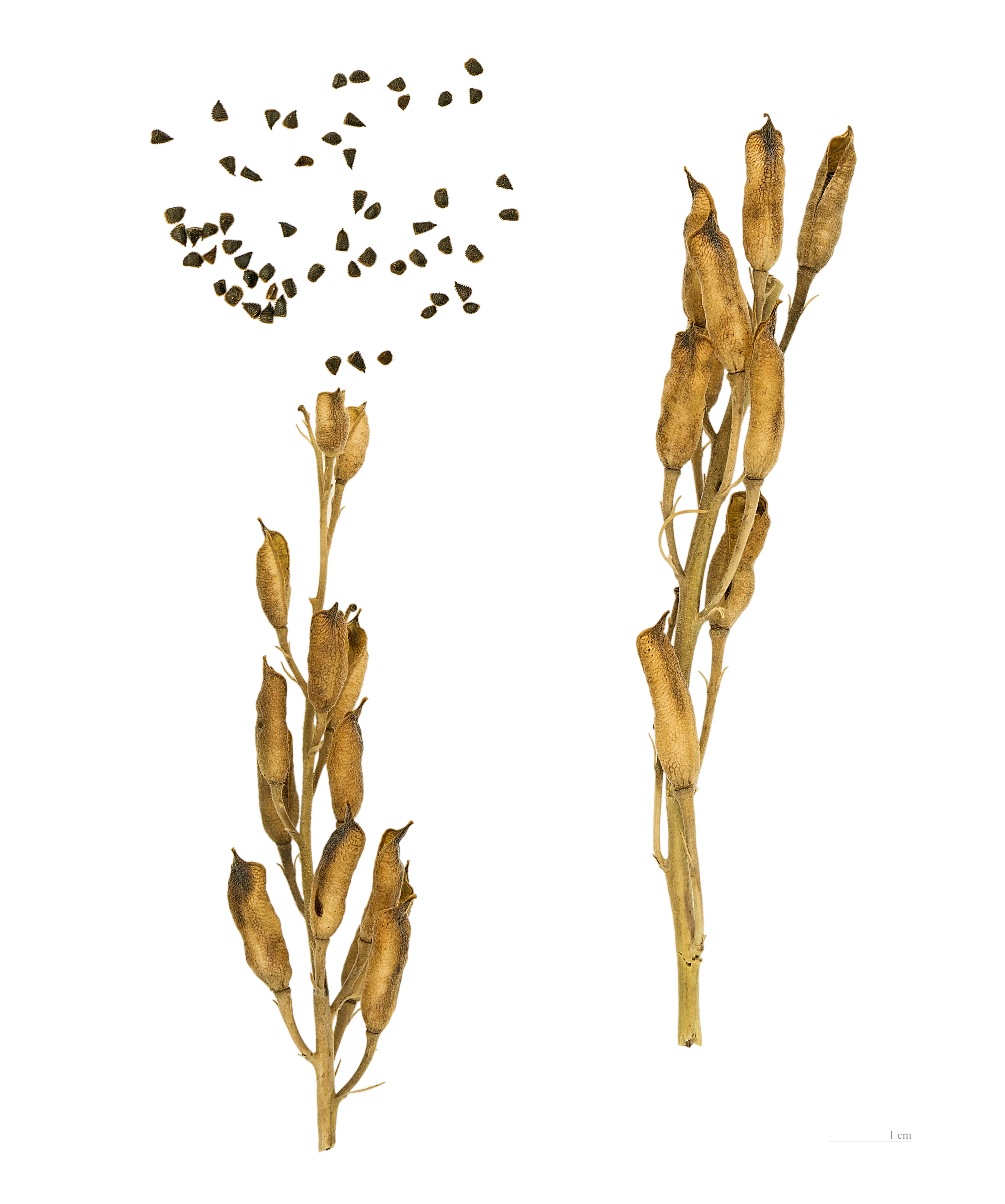
Consolida ajacis

## Descripción
Es una planta herbácea anual, pubescente (es muy raro encontrarla sin pelo o glabrescente). El tallo puede llegar hasta un metro de altura. Las hojas están profundamente divididas, con divisiones oblongas de 1 mm de anchura. 
Las flores zigomorfas se presentan en inflorescencias racemosas, cuentan con una estructura única llamada nectario que son dos hojas soldadas que se internan parcialmente en el espolón son  azules, rosadas o blancas con 5 sépalos laterales rómbico-elípticos. El espolón mide más de 12 mm a diferencia de la C. orientalis que raramente sobrepasa esa longitud.
Cuenta con un solo folículo que es el que establece la diferencia con el género Delphinium. Las semillas no sobrepasan los 3 mm son negras, angulosas y con escamas transversales o laminillas.

## Cultivo
La Consolida ajacis suele cultivarse para jardines por sus flores, es fácil encontrarla naturalizada en caminos o bordes de los mismos. Se encuentra por toda Europa y región mediterránea. Floración entre mayo y agosto.

## Taxonomía
Consolida ajacis fue descrita por Carlos Linneo y publicado en Verhandlungen und Mittheilungen des Siebenbürgischen Vereins für Naturwissenschaften zu Hermannstadt 4(3): 47, en el año 1853.
Citología
Número de cromosomas de Consolida ajacis (Fam. Ranunculaceae) y táxones infraespecíficos: 
2n=16
Etimología
Ver:Consolida
ajacis: epíteto
Sinonimia
- Delphinium ajacis L.
- Consolida ambigua (L.) P.W.Ball & Heywood
- Consolida gayana (Wilmott) M.Laínz
- Delphinium gayanum Wilmott[3]
- Consolida baluchistanica Qureshi & Chaudhri
- Delphinium addendum W.R.McNab
- Delphinium ajacis f. alba R.H.Cheney
- Delphinium ambiguum Mill.
- Delphinium azureum Newb.
- Delphinium pauciflorum D.Don
- Delphinium simplex Salisb.[4]

## Nombres comunes
- Castellano: conejillos de jardín, conejitos, conejitos de jardín, consuelda real, espuela caballera, espuela de caballero, espuela de galán, espuelas de caballero, espuelas de dama, espuelas de doncella, espuelas de enamorado, espuelas de galán, espuelas del delfín, pie de alondra[3]